# 前30年
| 千纪： | 前1千纪 |
| 世纪： | 前2世纪 \| 前1世纪 \| 1世纪                                                                                |
| 年代： | 前60年代 \| 前50年代 \| 前40年代 \| 前30年代 \| 前20年代 \| 前10年代 \| 前0年代                            |
| 年份： | 前35年 \| 前34年 \| 前33年 \| 前32年 \| 前31年 \| 前30年 \| 前29年 \| 前28年 \| 前27年 \| 前26年 \| 前25年 |
| 纪年： | 西汉建始三年                                                                                               |

## 大事记
- 罗马共和国
  - 8月1日：罗马共和国占领亞歷山卓，埃及托勒密王朝灭亡。

## 逝世
- 8月1日：馬克·安東尼，古羅馬政治家及將領（約前83年1月14日出生）。
- 8月12日：克利奥帕特拉七世，古埃及的最後一任法老（约前70年12月或前69年1月出生）。
- 8月12日：托勒密十五世，克利奥帕特拉七世之子，在其母死後即被處死（前47年出生）